# Catharina Anna Maria de Savornin Lohman

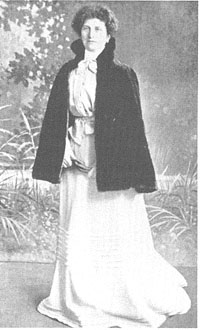
Catharina Anna Maria de Savornin Lohman, 1902

jkvr. Catharina Anna Maria de Savornin Lohman, auch Anna Spoor-de Savornin Lohman (* 14. Januar 1868 in Assen; † 23. September 1930 in Den Haag), war eine niederländische Schriftstellerin, Kritikerin und Journalistin. Sie nutzte das Pseudonym Flava.

## Leben und Werk
Anna de Savornin Lohman wurde am 14. Januar 1868 in Assen geboren. Sie war ein Mitglied der adeligen Familie Savornin Lohman und die Tochter des Staatsanwalts, später Generalanwalt und Gouverneur von Suriname, jkh. Maurits Adriaan de Savornin Lohman und jkvr. Florentina Johanna Alberda van Ekenstein. Sie wuchs in der Villa Rozenburg in der Provinzstadt Assen auf, wo ihr Vater bei der Staatsanwaltschaft arbeitete. Beide Eltern waren Adlige. Sie war die jüngste von fünf Kindern und das einzige Mädchen und so musste sie früh ihrer bettlägerigen Mutter Gesellschaft leisten. Ihre Eltern fanden nicht, dass sie eine Ausbildung bekommen sollte, durch das Vermögen der Familie würde sie einen guten Ehepartner finden. Nach dem Tod eines ihrer Brüder wandelte sich ihre Mutter von einer liberalen Gläubigen zu einer orthodoxen Calvinistin, was Annas Erziehung bestimmte, sie durfte nun weder ausgehen noch das Theater besuchen. So fing sie an viel zu lesen. Die Familie zog 1884 nach Den Haag, dort wurde Martis Lohman zum Generalanwalt ernannt, zunächst am Berufungsgericht und dann am Obersten Gerichtshof. Fünf Jahre später zog sie nach Suriname, wo Annas Vater zum Gouverneur ernannt wurde. Ihre Mutter starb wenige Monate nach ihrer Ankunft und Anna de Savornin Lohman übernahm im Alter von nur 21 Jahren die Rolle der Gastgeberin. Ihr Vater war der Aufgabe jedoch nicht gewachsen, so musste er im Frühjahr 1891 zurückkehren. Das beschädigte seinen Ruf nachhaltig und zudem verlor er aus unbekannten Gründen sein beträchtliches Vermögen. Anna de Savornin Lohman musste nun selbst für ihr Einkommen sorgen.

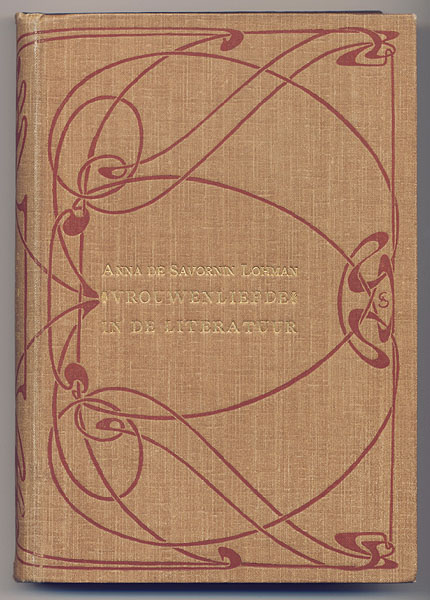
Vrouwenliefde in de literatuur, 1902, Bucheinband von Anna Sipkema

Sie versuchte eine Anstellung als Lehrerin an der Kirche der Hernhütter zu finden, diese lehnten sie jedoch wegen einer fehlenden Ausbildung ab. Ihr Vater ging 1892 für eine deutsche Firma nach Niederländisch-Ostindien und Anna de Savornin Lohman fand eine Anstellung als Privatlehrerin für Französisch und Deutsch in Schottland. Sie folgte ihrem Vater 1894 nach Batavia. Dort entstand ihr literarisches Debüt, die Novellensammlung Miserere, die 1895 bei Van Kampen in Amsterdam erschien. Sie zog in dem Jahr zurück nach Den Haag. Ihr literarischer Durchbruch gelang ihr 1896 mit dem von agnostischen Ideen durchdrungenen Roman „Fragen des Glaubens“, der mehrfach nachgedruckt und auch ins Deutsche übersetzt wurde. Mit diesem Werk rechnete sie mit dem orthodox-calvinistischen Umfeld ihrer Jugend ab.
In den folgenden Romanen setzte sie diesen Trend fort: Sie prangerte gerne das „anständige Christentum“ in Den Haag mit seiner unglücklichen Mischung aus Religion und Politik an. Ihre großen Vorbilder waren Henrik Ibsen, Johann Wolfgang von Goethe und Multatuli, aber sie lehnte den Manierismus und den „flachen“ Naturalismus von Van Deyssel und Querido ab. Nachdem sie einen Artikel über Maltatuli veröffentlicht hatte, wurde sie 1896 Literaturkorrespondentin für das progressive Soerabaiasch Handelsblad. Ihre Ernennung zum Mitglied der Maatschappij der Nederlandse Letterkunde im Jahr 1897 war eine Anerkennung ihrer literarischen Qualitäten. 1922 schied sie aus der Vereinigung aus.
Sie beteiligte sich 1898 an der Nationale Tentoonstelling van Vrouwenarbeid und saß in zwei Sektionsausschüssen: „Kunst und Wissenschaft“ und „Westindische Inseln“. Im selben Jahr bezog sie Stellung gegen den Roman Hilda van Suylenburg von Cécile de Jong. In ihrer Broschüre „Liebe in der Frauenfrage“ erklärte Lohman klar und deutlich, dass die „wahre“ Bestimmung der „wahren“ Frau die Liebe zu ihrem Mann und ihren Kindern sei. Wenn diese Liebe nicht vorhanden war, war es von größter Bedeutung, dass eine Frau für sich selbst sorgen konnte. Daher ihr leidenschaftliches Plädoyer, Mädchen eine ebenso gute Ausbildung zu bieten wie Jungen. Für sie kam eine lieblose standesamtliche Trauung einer Form der Prostitution gleich.
Mit ihrer „Seelenfreundin“ Petronella Reijers und deren Dienstmädchen („unsere Marie“), zog sie 1900 nach Den Haag. Sie wurde 1902 Chefredakteurin von De Hollandsche Lelie, einer Zeitschrift für junge Mädchen, die sie in ein Meinungsmagazin für erwachsene Männer und Frauen umwandelte. Der Spitzname „De Hollandsche Distel“ kennzeichnet ihren scharfen Ton. Im Band 1908–1909 veröffentlichte Lohman ihre Memoiren, die 1909 in Buchform erschienen. In späteren Bänden wandte sie das gleiche Verfahren auf einige Romane an: zunächst als Fortsetzungsroman, dann als Buch. Von 1904 bis 1905 war sie außerdem Theaterkritikerin für die Amsterdamer Tageszeitung De Telegraaf. Dafür zogen sie nach Amsterdam, kehrten jedoch im folgenden Jahr nach Den Haag zurück, da die Aufgabe für sie aufgrund ihrer Herzerkrankung zu schwierig wurde. Sie ließ sich in der Schweiz, in Deutschland, Italien und Südfrankreich behandeln. Dadurch erfolgte eine Linderung ihrer Erkrankung, jedoch konnte sie nicht geheilt werden. Sie blieb weiter literarisch tätig und schrieb auch eine Reihe von Romanen und Novellen.
Catharina Anna Maria de Savornin Lohman heiratete am 19. August 1915 in Apeldoorn den recht wohlhabenden Hendrikus Theodorus Spoor (1858–1919). Zu diesem Zeitpunkt war sie bereits 47 Jahre alt. Auf seinen Wunsch gab sie ihre zahlreichen Aktivitäten auf. Die Ehe hielt jedoch nur vier Jahre, Spoor starb im Juni 1919.
Anna de Savornin Lohman engagierte sich nun als Sammlerin der Staatslotterie. In ihrem letzten Roman Levensraadselen von 1920 distanzierte sie sich von ihrem früheren, oft heftig polemischen Werk. Sie gab zu, „dass jedes harte Urteil und jeder persönliche Spott, den ich in der Vergangenheit niedergeschrieben habe, mir jetzt große Trauer bereitet“. Anna de Savornin Lohman starb am 23. September 1930 im Alter von 62 Jahren in Den Haag.